# Nea Zijni
Nea Zijni (griego: Νέα Ζίχνη) es un municipio de la República Helénica perteneciente a la unidad periférica de Serres de la periferia de Macedonia Central.
El municipio se formó en 2011 mediante la fusión de los antiguos municipios de Nea Zijni y Alistrati, que pasaron a ser unidades municipales. El municipio tiene un área de 404,3 km², de los cuales 274,4 pertenecen a la unidad municipal de Nea Zijni.
En 2011 el municipio tenía 12 397 habitantes, de los cuales 9309 vivían en la unidad municipal de Nea Zijni.
Se sitúa junto a la carretera 12, a medio camino entre Serres y Drama.